# Stadionul Rarăul
Stadionul Rarăul se află in orașul Câmpulung Moldovenesc, Județul Suceava. El aparține echipelor CSM Rarăul și ASA Rarău Câmpulung Moldovenesc care evolueaza in Liga a IV-a Suceava.
Capacitatea stadionului este de 2.500 locuri și este destinat în principal meciurilor de fotbal, dar se organizează aici și alte tipuri de competiții sportive, existând o pistă de atletism. Stadionul are 2 terenuri de fotbal unul de 100m și altul de 80m, o pista de atletism , un teren mic de volei si handbal  , un teren de tenis de câmp și un teren de mini-fotbal.